# Ulises Poirier
Ulises Poirier (Valparaíso, 2 de fevereiro de 1897 — 14 de março de 1977) foi um futebolista chileno que atuava como zagueiro. Ele competiu na Copa do Mundo FIFA de 1930, sediada no Uruguai.